# Swingin' with Raymond
Swingin' with Raymond è un album in studio del gruppo musicale britannico Chumbawamba, pubblicato nel 1995.

## Tracce
1. This Girl – 3:44
2. Never Let Go – 4:03
3. Just Look at Me Now – 3:22
4. Not the Girl I Used to Be – 4:02
5. The Morning After (The Night Before) – 3:33
6. Love Can Knock You Over – 3:36
7. All Mixed Up – 4:08
8. This Dress Kills – 3:31
9. Salome (Let's Twist Again) – 3:50
10. Oxymoron – 3:36
11. Waiting, Shouting – 2:55
12. Hey! You! Outside Now! – 3:52
13. Ugh! Your Ugly Houses! – 2:22